# Mitja Čander
Mitja Čander, slovenski pisatelj, esejist, urednik, scenarist, dramaturg, * 9. marec 1974, Maribor

## Življenjepis
Osnovno šolo je končal v Hočah, gimnazijo v Mariboru, diplomiral je na Filozofski fakulteti Univerze v Ljubljani in je po poklicu diplomirani literarni komparativist. Čander je član številnih društev, nekatera izmed njih so Zveza društev slepih in slabovidnih Slovenije, Društvo slovenskih pisateljev, Slovenska matica itd. Član Nacionalnega sveta za kulturo RS (NSK) je bil med letoma 2004 in 2014, za člana NSK je bil znova imenovan 26.9.2019. V svoji karieri je sodeloval v številnih strokovnih komisijah. Objavil je tri samostojne knjige, ki so prevedene v nekaj tujih jezikov. 40 besedil je bilo objavljenih v tujih literarnih revijah. Njegova strast je šah, pri katerem je pridobil naziv šahovski mojstrski kandidat. Poročen je z novinarko Majo Čepin Čander, s katero imata dva sinova. 

## Kariera
Po začetkih na Radiu MARŠ, Katedri in Večeru je v devetdesetih letih urejal študentski časopis Tribuna in mariborsko revijo Dialogi. Sodeloval je pri vodenju in sooblikovanju projektov, kot so festival Fabula, Dnevi poezije in vina, 100 slovanskih romanov, Svetovni dnevi slovenske literature itd. Leta 2004 je zasnoval Slovensko zgodbo, zbirko petdesetih slovenskih romanov, ki jo je izdala časopisna hiša Dnevnik. Sodeloval je v uredniških odborih Nove revije in Sarajevskih zvezkov. Med letoma 2010 in 2013 je bil programski direktor Javnega zavoda Maribor 2012 - Evropska prestolnica kulture. Trenutno je direktor založbe Beletrina, katere soustanovitelj in urednik je že od leta 1996. 13. junija 2019 mu je Društvo slovenskih založnikov podelilo nagrado za založnika leta.

## Umetniško delovanje in izbor del

### Dokumentarni film
Mitja Čander je scenarist naslednjih dokumentarnih filmov:
- Rave - do jutra in naprej (1998)[13]
- Ko nam je žoga padla na glavo - Portret Milka Djurovskega (2000)[14][15]
- Piši mi Medana, piši mi ljubezen (2001)
- Pot na Šumik (2002) (COBISS)
- Milan Vidmar (2003)
- Črno na belem (2005)[16]
- Gledališka žival (2006)
- Totalni Gambit (2010)[17] (COBISS)
- Besede onkraj vidnega (2012)[18] (COBISS)
- Pogovori o Vitomilu Zupanu (2014)[19]
- Tribuna - veseli upor (2018)[20]

### Gledališka dramaturgija
Pri naslednjih gledaliških predstavah je sodeloval kot dramaturg, pri predstavah Ana Karenina ter Bobby in Boris tudi kot soavtor dramatizacije.
- Peep Show (2001)[21]
- Primestje (2002)[22]
- Ana Karenina (2006)[23]
- Okus po medu (2006)[24]
- Tartuffe (2007)[25]
- Bobby in Boris (2012)[26]

## Nagrade
- Stritarjeva nagrada (1998)
- Glazerjeva nagrada (2000)
- Nagrada Slovenskega knjižnega sejma za najboljši prvenec (2003)
- Lirikonfestov zlát za najboljši esej (2008)
- slovenska nagrada Založnik leta (2019)